# Hans Sponholz
Hans Sponholz (* 9. April 1902 in Kolberg, Provinz Pommern; † 1982) war ein deutscher Schriftsteller, Journalist und Naturschützer. In der Zeit des Nationalsozialismus schrieb er Propagandaliteratur, die in hohen Auflagen gedruckt wurde. In der Bundesrepublik Deutschland wurde er als Naturschützer geehrt. 

## Leben und Werk
Sponholz war SA-Obersturmbannführer im Stab der Obersten SA-Führung (Dienststelle Schrifttum). Er war zeitweilig Chefredakteur der Tageszeitung Die Grenzmark in Flatow, wechselte später zum Völkischen Beobachter und lebte zeitweilig in Frankfurt (Oder), später in München.
In Kürschners Deutscher Literatur-Kalender des Jahres 1943 werden seine Werke als „weltanschauliches, politisches und schöngeistiges Schrifttum“ bezeichnet. In späteren Ausgaben des Nachschlagewerks wird er nicht mehr erwähnt. Sein im Franz-Eher-Verlag publiziertes Buch Der bezwungene Tod erreichte im Zeitraum 1941 bis 1944 sieben Auflagen mit insgesamt 120.000 Exemplaren. Als Herausgeber veröffentlichte er 1940 im Auftrag des Aufklärungsdienstes der SA das Buch Frontbriefe unbekannter SA.-Männer, das 1941 in dritter Auflage erschien. Zahlreiche von Sponholz’ Schriften wurden nach Ende des Zweiten Weltkrieges in der Sowjetischen Besatzungszone auf die Liste der auszusondernden Literatur gesetzt.
Nach dem Zweiten Weltkrieg siedelte er sich in Ebersberg an, wo er als Journalist bei der Ebersberger Zeitung, einem Kopfblatt des Münchner Merkur arbeitete. Im April 1950 stieg er zum Redaktionsleiter auf.
In den 1960er Jahren wurde er auf Pläne aufmerksam, im Ebersberger Forst eine Synchrotron-Kernforschungsanlage zu bauen und hegte die Befürchtung, dass damit noch weitergehende Planungen verbunden sein könnten. 1965 gründete er eine lose organisierte Bürgerinitiative, aus der die Schutzgemeinschaft Ebersberger Forst hervorging. 1967 wurden die Pläne aufgegeben, die Schutzgemeinschaft wandte sich seitdem gegen alle weiteren Planungen, das große zusammenhängende und durch keine Straße durchschnittene Waldgebiet zu schädigen. 
1973 gründete er die Ebersberger Kreisgruppe des Bund Naturschutz in Bayern, der ihm im selben Jahr den Bayerischen Naturschutzpreis verlieh. 1980 erhielt er das Bundesverdienstkreuz für seine Verdienste um den Naturschutz. 
Zwischen 1964 und 1978 verfasste Sponholz vier Bücher über Natur- und Heimatschutz im Landkreis Ebersberg und gemeinsam mit Hildegard Behr ein Buch über seine Geburtsstadt Kolberg in Pommern.
In den 1960er Jahren vertrat er zunächst die Bayernpartei, anschließend eine Freie Wählervereinigung im Kreistag des Landkreises Ebersberg. Er war zudem ehrenamtlicher Kreisnaturschutzbeauftragter.
Nach seinem Tode wurden je eine Straße in Ebersberg sowie in Kirchseeon nach ihm benannt.
Die Ebersberger Stadtarchivarin deckte erst 2013 durch Recherchen die Vergangenheit Sponholz’ auf, bis dahin war im Raum Ebersberg seine Tätigkeit im Nationalsozialismus unbekannt gewesen. Daraufhin wurden beide Straßenbenennungen rückgängig gemacht.

## Schriften
- SA marschiert! oder: Horst Wessel. Ein ernstes Stück in 2 Aufzügen und einem Nachspiel. Danner, Mühlhausen 1932.
- Deutsches Denken. Beiträge für die weltanschauliche Erziehung. Siep, Berlin 1935.
- Widukind erwache! Eine Erwachung. Siep, Berlin 1935.
- Durchbruch zur Macht. Vom Kampf und Sieg einer Weltanschauung. Siep, Berlin 1936.
- Deutsche Tat. Vier Jahre nationalsozialistischer Aufbauarbeit. Siep, Berlin 1937.
- Revolution des Artglaubens. Siep, Berlin 1937.
- Eine Handvoll Erde. Truckenmüller, Stuttgart 1939
- Danzig, deine SA.! Einsatz und Bewährung im Polenfeldzug. Eher, München 1940.
- Der bezwungene Tod. Eher, München 1941.
- Geschützte Natur im Landkreis Ebersberg. Ebersberg 1964.
- Schöne Heimat Ebersberg. München 1967.
- Das war unser Kolberg. Ein Heimatbuch. Holzner, Würzburg 1974 (unter Mitarbeit von Hildegard Behr).
- Ebersberger Forst. Ottenhofen 1975.
- Ebersberg. Hof 1978.

Als Herausgeber:
- Frontbriefe unbekannter SA.-Männer. Siep, Berlin 1940.